# George Wald
George Wald (Nova Iorque, 18 de novembro de 1906 — Cambridge, 12 de abril de 1997) foi um bioquímico estadunidense.
Foi agraciado com o Nobel de Fisiologia ou Medicina de 1967, por descobrir a importância da vitamina A na pigmentação da retina e na manutenção da visão. Em 1977, tornou-se professor emérito da Universidade Harvard. Recebeu ainda o prêmio Eli Lilly de Pesquisa em Bioquímica e o prêmio Lasker da Associação Americana de Saúde Pública.
Formado em zoologia pela Universidade de Columbia, concluiu o doutorado em 1932. Recebeu uma bolsa de estudos de biologia do Conselho Nacional de Pesquisas em Berlim, onde identificou a vitamina A na retina. Permaneceu na Alemanha por um ano, até 1933 quando Hitler chegou ao poder e ele precisou sair do país. O segundo ano da bolsa foi passado na Universidade de Chicago.

## Contribuições na área da física médica
Como pesquisador de pós-doutorado, Wald descobriu que a vitamina A era um componente da retina. Seus experimentos posteriores mostraram que, quando o pigmento rodopsina foi exposto à luz, produziu a proteína opsina e um composto contendo vitamina A. Isso sugeriu que a vitamina A era essencial para a função retiniana. Na década de 1950, Wald e seus colegas usaram métodos químicos para extrair pigmentos da retina. Então, usando um espectrofotômetro, eles puderam medir a absorbância de luz dos pigmentos. Como a absorbância da luz pelos pigmentos da retina corresponde aos comprimentos de onda que melhor ativam as células fotorreceptoras, este experimento mostrou os comprimentos de onda que o olho poderia detectar melhor. No entanto, como os bastonetes constituem a maior parte da retina, o que Wald e seus colegas estavam medindo especificamente era a absorvância da rodopsina, o principal fotopigmento nos bastonetes. Mais tarde, com uma técnica chamada microespectrofotometria, ele foi capaz de medir a absorbância diretamente das células, ao invés de um extrato dos pigmentos. Isso permitiu a Wald determinar a absorbância dos pigmentos nas células cônicas.

## O trabalho com a visão
George Wald foi um bioquímico que realizou vários experimentos, dentre estes um relacionado à visão humana, o qual lhe garantiu o prêmio Nobel pela descoberta de atividades regulatórias das células do olho, juntamente com os cientistas Ragnar Granit e Haldan Keffer Hartline.
A retina é repleta de células sensíveis à luz. George Wald descobriu que a vitamina A é um importante componente da rodopsina, a qual consiste de uma proteína relacionada a um pigmento avermelhado. Além disso, ele conseguiu explicar as reações químicas envolvidas na visão, demonstrando como a vitamina A está presente na formação de três pigmentos da visão colorida. Consequentemente, foi possível explicar o daltonismo, doença causada pela falta de um dos pigmentos descobertos por Wald e sua equipe.

## George Wald e a visão noturna
Além de suas contribuições significativas no campo da visão e da bioquímica da retina, George Wald também contribuiu com outras pesquisas notáveis em bioquímica e biofísica ao longo de sua carreira. Algumas de suas contribuições incluem:
George Wald além de sua pesquisa sobre a visão diurna, realizou pesquisas significativas na área de visão noturna e os processos de adaptação à luz em ambientes com pouca luminosidade. Isso contribuiu para nossa compreensão de como o olho se ajusta a diferentes condições de iluminação contribuindo assim para a compreensão dos processos biológicos que permitem aos seres humanos e outros animais enxergarem em condições de pouca luz.
Wald estudou os fotorreceptores responsáveis pela visão noturna, conhecidos como bastonetes. Em  como essas células especializadas na retina são sensíveis à luz fraca e como respondem a diferentes níveis de intensidade luminosa. Os bastonetes são altamente sensíveis à luz, permitindo que percebamos objetos em ambientes com pouca iluminação. Wald estudou não apenas os fotorreceptores no olho humano, mas também investigou os fotorreceptores em outros organismos, como invertebrados e peixes. Suas pesquisas ajudaram a expandir o conhecimento sobre a variedade de mecanismos de detecção de luz que existem na natureza.
Regeneração do pigmento visual, uma descoberta importante feita por Wald e seus colegas foi a capacidade dos bastonetes de se regenerarem após a exposição à luz, que envolve a recuperação do pigmento visual, mais conhecido por rodopsina, necessária para detecção de luz fraca, adaptação que permite que os olhos se ajustem que forma rápida as mudanças de diferentes níveis de luminosidade. Ele investigou como os fotorreceptores na retina se adaptam quando ocorre uma mudança na intensidade da luz, seja passando de um ambiente bem iluminado para um ambiente escuro ou vice-versa, assim como a compreensão dos pigmentos visuais como a rodopsina, e como eles desempenham um papel importante na detecção de luz em diferentes partes do espectro eletromagnético, investigando como esses pigmentos respondem a diferentes comprimentos de onda de luz, tendo como resultando na percepção de cores. Suas pesquisas ajudaram a elucidar os mecanismos pelos quais o olho humano percebe e distingue cores.
Algumas pesquisas e publicações de Wald sobre visão noturna e adaptação à luz incluem:
Em 1974 – Wald G. Procedimentos: Pigmentos visuais e fotorreceptores – revisão e perspectivas. Pesquisa Experimental do Olho .
Em 1969 – Wald G. A base molecular da visão humana. Fórum Ucla em Ciências Médicas.
Em 1968 – Wald G. Base molecular da excitação visual. Ciência (Nova York, NY).
Em 1964 - Brown PK, Wald G, PIGMENTOS VISUAIS EM BASTOS E CONES ÚNICOS DA RETINA HUMANA. MEDIÇÕES DIRETAS REVELAM MECANISMOS DE NOITE HUMANA E VISÃO COLORIDA. Ciência.
Em 1959 -DOWLING JE , WALD G. Cegueira noturna nutricional. Anais da Academia de Ciências de Nova York.
Em 1958 -	Dowling JE , Wald G. DEFICIÊNCIA DE VITAMINA A E CEGUEIRA NOTURNA. Anais da Academia Nacional de Ciências dos Estados Unidos da América.
Em 1957- Wald G , Brown PK, Brown OS. Pigmentos visuais e profundidades de habitat de peixes marinhos Natureza.
Em 1955- AUERBACH E, WALD G. A participação de diferentes tipos de cones na adaptação humana à luz e ao escuro.
Em 1955- Auerbach E, Wald G. A participação de diferentes tipos de cones na adaptação humana à luz e ao escuro American Journal of Ophthalmology.
Em 1946- GRIFFIN DR , WALD G. Fatores que afetam a mudança no poder de refração do olho em iluminações altas e baixas. Jornal da Sociedade Óptica da América.
Em 1938 -Wald G , Jeghers H, Arminio J. UM EXPERIMENTO EM CEGUEIRA NOTURNA DA DIETA HUMANA American Journal of Physiology-Legacy Content.
Em 1935 -	Hecht S , Haig C, Wald G. A ADAPTAÇÃO ESCURA DE CAMPOS RETINAIS DE DIFERENTES TAMANHOS E LOCALIZAÇÕES. O Jornal de Fisiologia Geral.
Em 1945	- Wald G. VISÃO HUMANA E O ESPECTRO. Ciência (Nova York, NY) .
As contribuições de George Wald para a bioquímica e a biofísica não se limitaram apenas na compreensão da visão noturna e adaptação à luz, mas também se estenderam a uma variedade de tópicos relacionados à biologia e à fisiologia, envolvidos na percepção visual em diferentes condições de luminosidade. Sua carreira científica abrangeu uma ampla gama de áreas de pesquisa e deixou um legado duradouro no campo da ciência.